# 中川翔子のマニア★まにある
『中川翔子のマニア★まにある』（なかがわしょうこのまにあまにある）は、2013年4月6日から2017年3月25日までBS日テレで放送されていたエンタメ情報番組。中川翔子の冠番組。

## 出演者
- 中川翔子
- 濱中博久（フリーアナウンサー　ナレーション担当）

## 概要
何らかのマニアックな趣味を持つゲストを迎える。その際にゲストは○○男子、○○女子と呼ばれる。基本的に先の週が本放送で翌週が再放送となっている。

## 放送リスト
1. 2013年4月6日・4月13日　「苔女」吉澤かおり
2. 2013年4月20日・4月27日　「仏女」田中ひろみ
3. 2013年5月4日・5月18日　「こけし男子」山崎輝之
4. 2013年5月4日・5月18日　「ダム男子」星野夕陽
5. 2013年6月8日・6月15日　「狛犬女子」小松美羽
6. 2013年6月22日・6月29日　「路面電車男」佐々木洋
7. 2013年7月6日・7月13日　「食虫植物女子」木谷美咲
8. 2013年7月20日・7月27日　「食品サンプル女子」小幡晃子
9. 2013年8月3日　「城ガール」ちょめ
10. 2013年8月10日・8月17日　「消しゴム女子」木村明香
11. 2013年8月24日・8月31日　「顔ハメ男子」浅見通彦
12. 2013年9月7日・9月14日　「ドール女子」越田七重
13. 2013年9月21日・9月28日　「蛾女子」大熊千晶
14. 2013年10月12日・10月19日　「爬虫類女子」真由美
15. 2013年10月26日・11月2日　「吊り橋男子（ツリバシスト）」大嶽雅博
16. 2013年11月9日・11月16日　「きのこ女子」堀博美
17. 2013年11月23日・11月30日　「缶詰女子」タカイチカ
18. 2013年12月7日・12月14日　「多肉植物女子」金子未由
19. 2013年12月21日・12月28日　「万華鏡女子」大石葉子
20. 2014年1月4日　「大仏女子」半田カメラ
21. 2014年1月11日・1月18日　「中川翔子のベストマニア」ゲスト：やくみつる
22. 2014年1月25日・2月1日　「スノードーム女子」西池英里子
23. 2014年2月8日・2月15日　「ゆるキャラ男子」波多野仁
24. 2014年2月22日・3月1日　「駄菓子屋男子」土橋真
25. 2014年3月8日・3月15日　「けん玉マニア」石田明（NON STYLE）
26. 2014年3月22日・3月29日　「ストリートけん玉マニア」河本伸明
27. 2014年4月12日・4月19日　「しょこたんがハマった食品サンプル！」ゲスト：しずちゃん（南海キャンディーズ）
28. 2014年4月26日・5月3日　「純喫茶女子」難波里奈
29. 2014年5月17日・5月24日　「御朱印女子」西村由美子
30. 2014年5月31日　「ペダルカー男子」中根丈彦
31. 2014年6月7日・6月14日　「やくみつるのマニア道！」ゲスト：やくみつる
32. 2014年6月21日　「銅像男子」遠藤寛之
33. 2014年6月28日・7月5日　「マンホール女子」大槻弥生
34. 2014年7月12日・7月19日　「ローカルヒーロー女子」小林康子
35. 2014年7月26日・8月2日　「銭湯女子」宇佐川雅美
36. 2014年8月9日・8月16日　「動物園男子」柴田英嗣（アンタッチャブル）
37. 2014年8月23日・8月30日　「滝男子」森本泰弘
38. 2014年9月6日・9月13日　「駅弁男子」木曽さんちゅう（Wコロン）
39. 2014年9月20日・9月27日　「夜景男子」縄手真人
40. 2014年10月25日　「からあげ男子」安久鉃兵
41. 2014年11月1日　「古墳女子」まりこふん
42. 2014年11月8日・11月15日　「喫茶モーニング女子」古田由貴
43. 2014年11月22日・11月29日　「吉祥寺男子」松橋周太呂（ジューシーズ）
44. 2014年12月6日・12月13日　「イルミネーション男子」丸々もとお
45. 2014年12月20日・12月27日　「神社女子」CHIE
46. 2015年1月3日　「富士山女子」植田めぐみ
47. 2015年1月10・17日　「2014年ベストマニア」ゲスト：やくみつる
48. 2015年1月24・31日　「コの字酒場男子」加藤ジャンプ
49. 2015年2月7・21日　「鍋女子」安井レイコ
50. 2015年2月14・28日　「昭和家電男子」松崎順一
51. 2015年3月7・28日　「ジオラマ男子」荒木智
52. 2015年3月14日　「餃子男子」塚田亮一
53. 2015年4月11・25日　「昭和レトロ男子」平山雄
54. 2015年5月9・23日　「おもしろ文具男子」きだてたく
55. 2015年5月16・30日　「かた焼きそば男子」MARUOSA
56. 2015年6月6・20日　「商店街男子」志歌寿ケイト
57. 2015年6月13・27日　「焼き肉女子」佐藤弘美
58. 2015年7月11・25日　「レトロ遊園地男子」佐々木隆
59. 2015年7月18・8月1日　「ボロ宿男子」上明戸聡
60. 2015年8月8・22日　「御朱印女子会」篠原ともえ、CHIE
61. 2015年8月15・29日　「モダンガール女子」淺井カヨ

## 放送時間
何れも日本標準時（JST）でBS日テレでの放送時間。
- 土曜日 23:00 - 23:30